# Ejner Federspiel
Ejner Federspiel (ur. 12 sierpnia 1896 w Aarhus, zm. 21 listopada 1981) – duński aktor teatralny, filmowy i telewizyjny.
Grał w 58 filmach pomiędzy 1934 a 1981 rokiem. Znany szerzej z epizodycznych lub drugoplanowych ról w 6 filmach z popularnej serii komedii o gangu Olsena (1968-1979). Występował w teatrach: Det Ny Teater, Odense Teater i Århus Teater.